# Bettencourt-Rivière
Bettencourt-Rivière is een gemeente in het Franse departement Somme (regio Hauts-de-France) en telt 212 inwoners (1999). De plaats maakt deel uit van het arrondissement Amiens.

## Geografie
De oppervlakte van Bettencourt-Rivière bedraagt 7,4 km², de bevolkingsdichtheid is 28,6 inwoners per km².
De onderstaande kaart toont de ligging van Bettencourt-Rivière met de belangrijkste infrastructuur en aangrenzende gemeenten.

## Demografie
Onderstaande figuur toont het verloop van het inwonertal (bron: INSEE-tellingen).